# Berlinale 2025
La Berlinale 2025, 75e édition du Festival international du film de Berlin (75. Internationale Filmfestspiele Berlin), se déroule du 13 au 23 février 2025.
Dreams du Norvégien Dag Johan Haugerud remporte l'Ours d'or et The Blue Trail (en) du Brésilien Gabriel Mascaro (en) remporte le Grand prix du jury.

## Déroulement et faits marquants
Le 14 novembre 2024, le président du jury est dévoilé. Il s'agit du cinéaste américain Todd Haynes.
Le 5 décembre 2024, le film d'ouverture est dévoilé. Il s'agit du film The Light (de) de Tom Tykwer, qui sera présenté hors compétition.
Tilda Swinton reçoit un Ours d'or d'honneur lors de la cérémonie d'ouverture.
Le 22 février 2025, le palmarès est dévoilé : l'Ours d'or est remis au film Dreams de Dag Johan Haugerud, le Grand prix du jury au film The Blue Trail (en) de Gabriel Mascaro et le Prix du jury au film The Message (en) d'Iván Fund,,.

## Comités

### Comité de sélection
Le comité de sélection a eu pour mission de sélectionner les films montrés dans les catégories « Wettbewerb », « Berlinale Special » et « Perspectives ».
- Mathilde Henrot, programmatrice et productrice française
- Jessica Kiang, critique et essayiste irlandaise,
- Jacqueline Nsiah, consultante en cinéma et curatrice allemande
- Elad Samorzik, programmateur israëlien

### Jury international

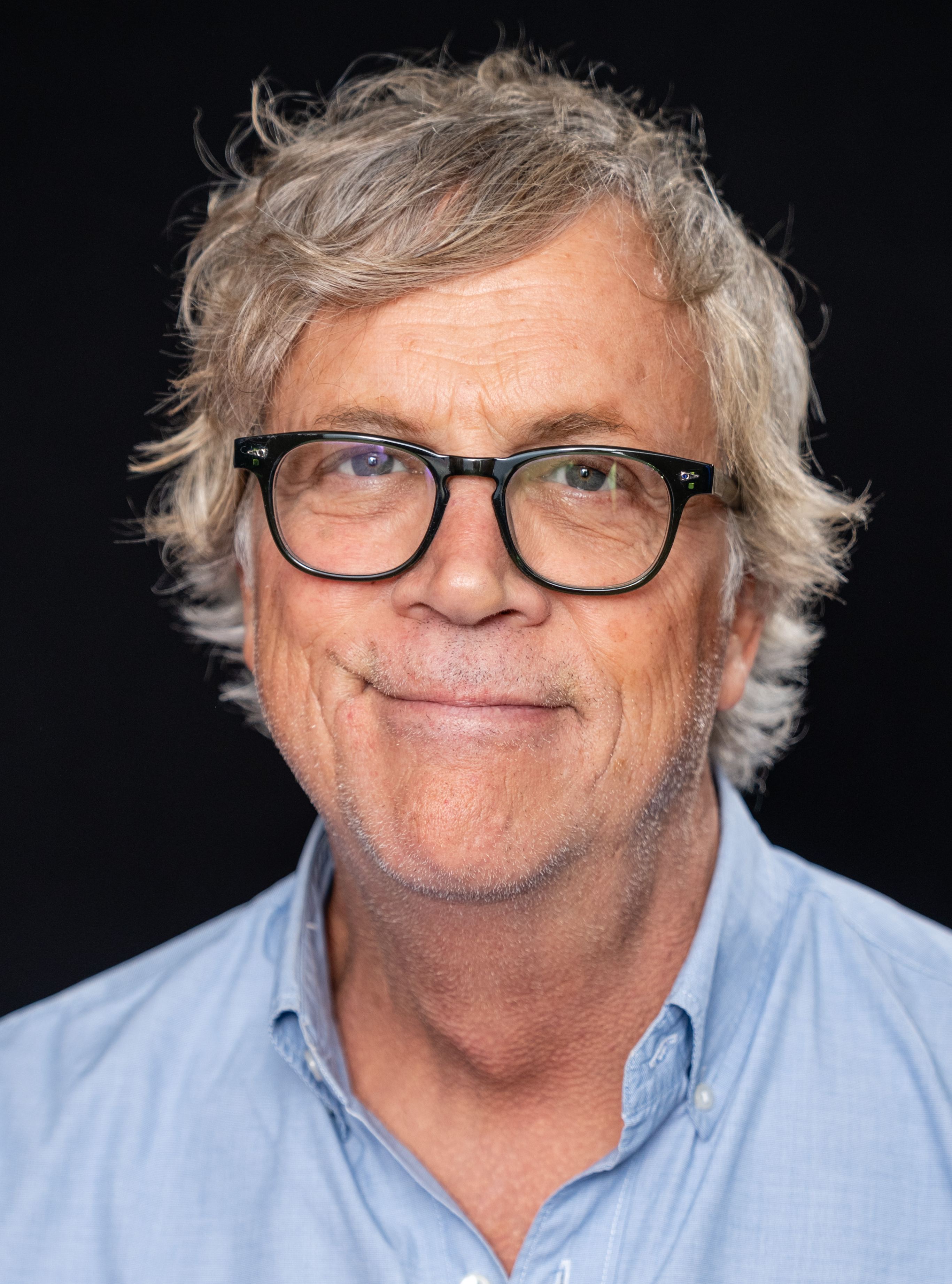
Todd Haynes, président du jury international 2025.

- Todd Haynes (président du jury), réalisateur  États-Unis
- Nabil Ayouch, réalisateur  Maroc,  France
- Bina Daigeler, costumière  Allemagne
- Fan Bingbing, actrice  Chine
- Rodrigo Moreno, réalisateur  Argentine
- Amy Nicholson (en), critique  États-Unis
- Maria Schrader, réalisatrice  Allemagne

## Sélections

### Compétition
| Titre du film (titre de référence)                            | Réalisation                    | Pays                     | Acteurs et actrices / Notes                                                                                         |
| ------------------------------------------------------------- | ------------------------------ | ------------------------ | --- |
| Ari                                                           | Léonor Serraille               | France                   | Andranic Manet, Pascal Rénéric, Théo Delezenne, Ryad Ferrad, Eva Lallier Juan                                       |
| Blue Moon                                                     | Richard Linklater              | États-Unis               | Ethan Hawke, Margaret Qualley, Andrew Scott, Bobby Cannavale                                                        |
| The Blue Trail (en) (O Último Azul)                           | Gabriel Mascaro (en)           | Brésil                   | Denise Weinberg, Rodrigo Santoro, Miriam Socorrás, Adanilo                                                          |
| La Cache                                                      | Lionel Baier                   | Suisse Luxembourg France | Michel Blanc, Dominique Reymond, William Lebghil, Aurélien Gabrielli, Liliane Rovère, Ethan Chimienti, Larisa Faber |
| Dreams (en)                                                   | Michel Franco                  | Mexique                  | Jessica Chastain, Isaac Hernández, Rupert Friend, Marshall Bell                                                     |
| Rêves (Sexe Amour) (Drømmer)                                  | Dag Johan Haugerud             | Norvège                  | Ella Øverbye, Selome Emnetu, Ane Dahl Torp, Anne Marit Jacobsen                                                     |
| Girls on Wire (en) (想飞的女孩)                               | Vivian Qu                      | Chine                    | Liu Haocun, Wen Qi, Zhang Youhao                                                                                    |
| Hot Milk                                                      | Rebecca Lenkiewicz             | Royaume-Uni              | Emma Mackey, Fiona Shaw, Vicky Krieps, Vincent Perez                                                                |
| If I Had Legs I'd Kick You                                    | Mary Bronstein (en)            | États-Unis               | Rose Byrne, ASAP Rocky, Conan O'Brien, Danielle Macdonald, Josh Pais, Ivy Wolk                                      |
| Kontinental '25 (en)                                          | Radu Jude                      | Roumanie                 | Eszter Tompa, Gabriel Spahiu, Adonis Tanța                                                                          |
| Living the Land (en) (生息之地)                               | Huo Meng (de)                  | Chine                    | Chuwen Zhang |
| Marielle (en) (Was Marielle weiß)                             | Frédéric Hambalek (de)         | Allemagne                | Julia Jentsch, Felix Kramer, Laeni Geiseler, Mehmet Ateşçi, Moritz Treuenfels                                       |
| The Message (en) (El mensaje)                                 | Iván Fund (en)                 | Argentine                | Mara Bestelli, Marcelo Subiotto, Anika Bootz, Betania Cappato                                                       |
| Mother's Baby (en)                                            | Johanna Moder (de)             | Autriche Suisse          | Marie Leuenberger, Hans Löw, Claes Bang, Julia Franz Richter                                                        |
| Reflet dans un diamant mort                                   | Hélène Cattet et Bruno Forzani | Belgique                 | Fabio Testi, Yannick Renier, Koen De Bouw, Maria de Medeiros, Thi Mai Nguyen                                        |
| Timestamp (en) (Стрічка часу)                                 | Kateryna Gornostai             | Ukraine                  | Film documentaire                                                                                                   |
| La Tour de glace                                              | Lucile Hadzihalilovic          | France                   | Marion Cotillard, Clara Pacini, August Diehl, Gaspar Noé, Lilas-Rose Gilberti                                       |
| What Does That Nature Say to You (그 자연이 네게 뭐라고 하니) | Hong Sang-soo                  | Corée du Sud             | Ha Seong-guk, Kwon Hae-hyo, Cho Yun-hee, Kang So-yi                                                                 |
| Yunan (en) (يونان)                                            | Ameer Fakher Eldin (de)        | Allemagne                | Georges Khabbaz, Hanna Schygulla, Ali Suliman, Sibel Kekilli, Tom Wlaschiha                                         |

### Hors compétition

#### Berlinale Special Gala
| Titre du film (titre de référence)             | Réalisation     | Pays                    | Acteurs et actrices / Notes                                                                        |
| ---------------------------------------------- | --------------- | ----------------------- | -------------------------------------------------------------------------------------------------- |
| Islands                                        | Jan-Ole Gerster | Allemagne               | Sam Riley, Stacy Martin, Jack Farthing                                                             |
| Au rythme de Vera (Köln 75)                    | Ido Fluk        | Allemagne               | |
| The Light (de) (Das Licht) (film d'ouverture)  | Tom Tykwer      | Allemagne               | Tala Al Deen, Lars Eidinger, Nicolette Krebitz, Elke Biesendorfer, Julius Gause, Elyas Eldridge    |
| Mickey 17                                      | Bong Joon-ho    | États-Unis Corée du Sud | Robert Pattinson, Naomi Ackie, Toni Collette, Mark Ruffalo, Steven Yeun                            |
| The Narrow Road to the Deep North (en) (Série) | Justin Kurzel   | Australie               | Jacob Elordi, Ciarán Hinds, Odessa Young, Olivia DeJonge, Simon Baker                              |
| The Things with Feathers (en)                  | Dylan Southern  | Royaume-Uni             | Benedict Cumberbatch, David Thewlis, Richard Boxhall, Henry Boxhall, Sam Spruell, Vinette Robinson |

#### Berlinale Special
| Titre du film (titre de référence)                        | Réalisation                                        | Pays         | Acteurs et actrices / Notes                                                       |
| --------------------------------------------------------- | -------------------------------------------------- | ------------ | --------------------------------------------------------------------------------- |
| Ancestral Visions of the Future                           | Lemohang Jeremiah Mosese                           | Lesotho      | Film documentaire                                                                 |
| The Best Mother in the World (en) (A melhor mãe do mundo) | Anna Muylaert                                      | Brésil       | Shirley Cruz, Seu Jorge, Rihanna Barbosa, Benin Ayo                               |
| Honey Bunch                                               | Madeleine Sims-Fewer (en) et Dusty Mancinelli (en) | Canada       | Grace Glowicki, Ben Petrie, Jason Isaacs, Kate Dickie                             |
| Je n'avais que le néant - « Shoah » par Lanzmann          | Guillaume Ribot                                    | France       | Film documentaire                                                                 |
| The Old Woman with the Knife (파과)                       | Min Gyoo-dong                                      | Corée du Sud | Lee Hye-young, Kim Sung-cheol (en), Yeon Woo-jin, Kim Moo-yul (en), Shin Sia (en) |
| Shoah                                                     | Claude Lanzmann                                    | France       | Film documentaire                                                                 |

### Panorama

#### Films de fictions
| Titre du film (titre de référence)               | Réalisation                          | Pays                 | Acteurs et actrices / Notes                                                                        |
| ------------------------------------------------ | ------------------------------------ | -------------------- | -------------------------------------------------------------------------------------------------- |
| Beginnings (Begyndelser)                         | Jeanette Nordahl                     | Danemark             | Trine Dyrholm, David Dencik, Johanne Louise Schmidt, Bjørk Storm, Luna Fuglsang Svelmøe            |
| Confidente (Confidante)                          | Çağla Zencirci, Guillaume Giovanetti | Turquie              | Saadet Işıl Aksoy, Erkan Kolçak Köstendil, Muhammet Uzuner, Nilgün Türksever, İlber Uygar Kaboğlu  |
| Delicious                                        | Nele Mueller-Stöfen                  | Allemagne            | Fahri Yardim, Valerie Pachner, Carla Díaz, Naila Schuberth, Caspar Hoffmann                        |
| Dreamers (en)                                    | Joy Gharoro-Akpojotor                | Royaume-Uni          | Ronkę Adékoluęjo, Ann Akinjirin, Diana Yekinni, Aiysha Hart, Harriet Webb                          |
| Dreams in Nightmares (en)                        | Shatara Michelle Ford                | États-Unis           | Denée Benton, Mars Storm Rucker, Dezi Bing, Sasha Compère, Charlie Barnett                         |
| The Good Sister (de) (Schwesterherz)             | Sarah Miro Fischer                   | Allemagne            | Marie Bloching, Anton Weil, Proschat Madani, Laura Balzer, Jane Chirwa                             |
| The Heart is a Muscle                            | Imran Hamdulay                       | Afrique du Sud       | Keenan Arrison, Melissa De Vries, Loren Loubser, Dean Marais, Ridaa Adams                          |
| Home Sweet Home (Hjem kaere hjem)                | Frelle Petersen                      | Danemark             | Jette Søndergaard, Karen Tygesen, Mimi Bræmer Dueholm, Hanne Knudsen, Finn Nissen                  |
| Hysteria (de)                                    | Mehmet Akif Büyükatalay              | Allemagne            | Devrim Lingnau, Mehdi Meskar, Serkan Kaya, Nicolette Krebitz, Aziz Çapkurt                         |
| L'Incroyable Femme des neiges                    | Sébastien Betbeder                   | France               | Blanche Gardin, Philippe Katerine, Bastien Bouillon                                                |
| Lesbian Space Princess (en)                      | Emma Hough Hobbs, Leela Varghese     | Australie            | Film d'animation                                                                                   |
| The Longing (ミックスモダン)                     | Toshizo Fujiwara                     | Japon                | Daiki Ido, Toshizo Fujiwara, Rino Tsuneishi, Sasha, Tomoko Fujita                                  |
| Magic Farm (en)                                  | Amalia Ulman                         | États-Unis Argentine | Chloë Sevigny, Alex Wolff, Joe Apollonio, Amalia Ulman, Camila Del Campo, Simon Rex                |
| Night Stage (Ato noturno)                        | Marcio Reolon, Filipe Matzembacher   | Brésil               | Gabriel Faryas, Cirillo Luna, Henrique Barreira, Ivo Müller, Kaya Rodrigues                        |
| Olmo (en)                                        | Fernando Eimbcke                     | Mexique              | Aivan Uttapa, Gustavo Sánchez Parra, Diego Olmedo, Andrea Suárez Paz, Rosa Armendariz              |
| Once Again... (Statues Never Die)                | Isaac Julien                         | Royaume-Uni          | André Holland, Danny Huston, Sharlene Whyte, Devon Terrell, Alex Part                              |
| Other People's Money (Série) (Die Affäre Cum-EX) | Dustin Loose, Kaspar Munk            | Danemark             | Justus von Dohnányi, Nils Strunk, Lisa Wagner, Karen-Lise Mynster, David Dencik                    |
| Peter Hujar's Day (en)                           | Ira Sachs                            | États-Unis           | Ben Whishaw, Rebecca Hall                                                                          |
| Queerpanorama (眾生相)                           | Jun Li                               | Hong Kong            | Jayden Cheung, Erfan Shekarriz, Sebastian Mahito Soukup, Arm Anatphikorn, Zenni Corbin             |
| Silent Sparks (愛作歹)                           | Ping Chu                             | Taïwan               | Akira Huang, Shih Ming Shuai, Jui Chun Fan, Chih Wei Cheng, Wei Jei Hu                             |
| Sorda                                            | Eva Libertad                         | Espagne              | Miriam Garlo, Álvaro Cervantes, Elena Irureta, Joaquín Notario                                     |
| The Ugly Stepsister (Den stygge stesøsteren)     | Emilie Blichfeldt (no)               | Norvège              | Lea Myren, Thea Loch Næss, Ane Dahl Torp, Flo Fagerli                                              |
| Welcome Home Baby (en)                           | Andreas Prochaska                    | Autriche             | Julia Franz Richter, Reinout Scholten van Aschat, Gerti Drassl, Maria Hofstätter, Gerhard Liebmann |
| Zikaden (de)                                     | Ina Weisse                           | Allemagne            | Nina Hoss, Saskia Rosendahl, Vincent Macaigne                                                      |

## Palmarès

### Compétition officielle
| Prix                                                     | Attribué à                                               | Pays      |
| -------------------------------------------------------- | -------------------------------------------------------- | --------- |
| Ours d'or                                                | Dreams de Dag Johan Haugerud                             | Norvège   |
| Grand prix du jury                                       | The Blue Trail (en) de Gabriel Mascaro                   | Brésil    |
| Prix du jury                                             | The Message (en) d'Iván Fund                             | Argentine |
| Ours d'argent de la meilleure réalisation                | Le Temps des moissons (Living the Land (en)) de Huo Meng | Chine     |
| Ours d'argent de la meilleure performance                | Rose Byrne dans If I Had Legs I'd Kick You               | Australie |
| Ours d'argent de la meilleure performance de second rôle | Andrew Scott dans Blue Moon                              | Irlande   |
| Ours d'argent du meilleur scénario                       | Radu Jude pour Kontinental '25 (en)                      | Roumanie  |
| Ours d'argent de la meilleure contribution artistique    | Lucile Hadzihalilovic pour La Tour de glace              | France    |

### Prix spécial
| Prix                | Attribué à    | Pays        |
| ------------------- | ------------- | ----------- |
| Ours d'or d'honneur | Tilda Swinton | Royaume-Uni |